# Константа Коморника — Лорети
В математической теории нестандартных позиционных систем счисления константа Коморника — Лорети — это математическая константа, представляющая наименьшее основание q, для которого число 1 имеет уникальное представление, называемое его q-разверткой. Константа названа в честь Вилмоса Коморника и Паолы Лорети, которые дали ей определение в 1998 году.

## Определение
Для действительного числа {\displaystyle q>1} ряд
{\displaystyle x=\sum _{n=0}^{\infty }a_{n}q^{-n}}
называется q-расширением или {\displaystyle \beta } -расширение, положительного действительного числа x, если для всех {\displaystyle n\geq 0}, {\displaystyle 0\leq a_{n}\leq \lfloor q\rfloor }, где {\displaystyle \lfloor q\rfloor } — целая функция, а {\displaystyle a_{n}} не обязательно должно быть целым числом. Любое действительное число {\displaystyle x} такое, что {\displaystyle 0\leq x\leq q\lfloor q\rfloor /(q-1)} имеет такое расширение, которое можно найти с помощью жадного алгоритма.
Особый случай: {\displaystyle x=1}, {\displaystyle a_{0}=0} и {\displaystyle a_{n}=0} или {\displaystyle 1} иногда называют q-разработкой. {\displaystyle a_{n}=1} дает только 2-развертку. Однако почти для всех {\displaystyle 1<q<2} существует бесконечное количество различных q-разработок. Ещё более удивительно то, что существуют исключительные {\displaystyle q\in (1,2)}, для которых существует только одна q-разработка. Кроме того, существует наименьшее число {\displaystyle 1<q<2}, известное как константа Коморника — Лорети, для которого существует уникальная q-развертка.

## Значение
Константа Коморника — Лорети — это значение q, такое что
{\displaystyle 1=\sum _{k=1}^{\infty }{\frac {t_{k}}{q^{k}}}}
где {\displaystyle t_{k}} — последовательность Морса — Туэ, то есть {\displaystyle t_{k}} — четность числа единиц в двоичном представлении {\displaystyle k}. Имеет приблизительное значение
{\displaystyle q=1.787231650\ldots .\,}
Константа {\displaystyle q} также является единственным положительным вещественным корнем
{\displaystyle \prod _{k=0}^{\infty }\left(1-{\frac {1}{q^{2^{k}}}}\right)=\left(1-{\frac {1}{q}}\right)^{-1}-2.}
Эта константа трансцендентна.